# بيتر روان
بيتر روان (بالإنجليزية: Peter Rowan)‏ هو موسيقي وعازف قيثارة ومغني أمريكي، ولد في 4 يوليو 1942 في الولايات المتحدة.

## وصلات خارجية
- الموقع الرسمي
- بيتر روان على موقع IMDb (الإنجليزية)
- بيتر روان على موقع ميوزك برينز (الإنجليزية)
- بيتر روان على موقع أول ميوزيك (الإنجليزية)
- بيتر روان على موقع ديسكوغز (الإنجليزية)
- بيتر روان على موقع قاعدة بيانات الفيلم (الإنجليزية)